# متكاسل (فلم)
متكاسل (بالإنجليزية: Slacker) فيلم درامي كوميدي أمريكي مستقل لعام 1990، من تأليف وإنتاج وإخراج ريتشارد لينكلاتر، والذي ظهر أيضًا في الفيلم. ترشح «متكاسل» لجائزة لجنة التحكيم الكبرى للدراما في مهرجان صندانس السينمائي في عام 1991. اختارت مكتبة الكونغرس فيلم «متكاسل» في عام 2012، ليحفظ في السجل الوطني للأفلام بالولايات المتحدة باعتباره «مهمًا ثقافيًا أو تاريخيًا أو جماليًا».
يعرض الفيلم يوم في حياة مدينة أوستن بولاية تكساس، حيث تتجول الكاميرا من مكان إلى آخر وتقدم نظرة سريعة على المتعلمين، وغير الأسوياء اجتماعياً، والمنبوذين والشواذ.

## طاقم التمثيل
ريتشارد لينكلاتر" في دور رجل كان يجب أن يبقى في محطة الحافلات.
رودي باسكيز: في دور سائق سيارة أجرة
مارك جيمس: في دور ابن «أضرب واهرب»
بوب بويد: في دور الضابط بوزيو
تيرينس كيرك: في دور الضابط لاف
ستيلا وير: في دور ستيفاني من دالاس
تيريزا تايلور: في دور مروج مسحة عنق الرحم
مارك هاريس: في دور تي شيرت إرهابي
فرانك أورال: في دور هابي جو لاكي جاي
ابرا مور: في دور «قد تغير»
لويس بلاك: في دور قارئ ورق مصاب بجنون العظمة
سارة هارمون: في دور فتاة «تؤمن بالمجموعات»
جون سليت: في دور مؤلف
لي دانيل: في دور سائق سيارة سباق
تشارلز جانينج: في دور متنقلة في انتظار «النداء الحقيقي»
لويس ماكي: في دور أناركي قديم
سكوت رودس: في دور طالب تخرج ساخط
كيم كريزان: في دور «أسئلة عن السعادة»
أثينا راشيل تسانغاري: في دور ابنة عم من اليونان
كالمان سبيليتش: في دور «فيديو الرحال»

## ملخص أحداث الفيلم
يتبع الفيلم يومًا واحدًا في حياة مجموعة من البوهيميين الذين تقل أعمارهم عن 30 عامًا وغير الأسوياء في مدينة أوستن بولاية تكساس. يتتبع الفيلم شخصيات ومشاهد مختلفة، ولا يبقى أبدًا مع شخصية أو محادثة واحدة لأكثر من بضع دقائق قبل التقاط شخص آخر في المشهد ومتابعته. تشمل الشخصيات لينكلاتر كراكب سيارة أجرة ثرثار، وهو يصر على أن الولايات المتحدة كانت على سطح القمر منذ الخمسينيات من القرن الماضي، ومنظر مؤامرة جون كينيدي، وفوضوي مسن يصادق رجلًا يحاول سرقة منزله، وجامع أجهزة التلفزيون، وامرأة محبّة تحاول بيع مسحة عنق الرحم الخاصة بالمغنية مادونا. تتصارع معظم الشخصيات مع مشاعر الإقصاء الاجتماعي أو التهميش السياسي، وهي موضوعات متكررة في محادثاتهم. يناقشون الطبقة الاجتماعية والإرهاب والبطالة وسيطرة الحكومة على وسائل الإعلام.

## الإنتاج
كان عنوان الفيلم «لم يعد كذلك/ ليس بعد» ثم تغير إلى «متكاسل». تم تصوير الفيلم في عام 1989 بكاميرا «آري فليكس» 16 مللي في مدينة أوستن بولاية تكساس بميزانية قدرها 23000 دولار، وعرض لأول مرة في مسرح دوبي في أوستن في 27 يوليو 1990. استحوذت شركة اورايون الكلاسيكية على حق توزيع الفيلم على مستوى البلاد، وأصدرت نسخة معدلة قليلاً مقاس 35 ملم في 5 يوليو 1991، ولم يتم إصداره على نطاق واسع ولكنه أصبح فيلمًا (طائفياُ) محققًا إجماليًا محليًا قدره 1.228.108 دولارًا.

## استقبال الفيلم
منح الناقد روجر إيبرت الفيلم ثلاثة من أصل أربعة نجوم وكتب: «سلاكر فيلم له جاذبية يكاد يكون من المستحيل وصفها، على الرغم من أن طريقة المخرج، ريتشارد لينكلاتر، واضحة مثل النهار.الفيلم يريد أن يظهر لنا طبقات معينة من حياة الحرم الجامعي في الوقت الحاضر».
كتب فينسينت كانبي، في مراجعته لصحيفة نيويورك تايمز: «سلاكر هي وجبة من 14 طبقًا مكونة بالكامل من الحلويات أو، بشكل أكثر دقة، فيلم تقليدي تم التخلص من روايته واستبدالها بأجزاء كافية من الألوان المحلية لتخزين خمسة سنوات من الأفلام العادية».
منح أوين غليبرمان من انترتينمنت ويكلي الفيلم تصنيف (+A)، وكتب: «الفيلم لديه روعة مشاهدة منخفضة بشكل رائع... الفيلم لا يفقد أبدًا إحساسه الحنون، الأشعث بأمريكا كمكان حيث الناس، الآن، يتمتعون بالكثير من الحرية تقريبًا».
كتب هال هينسون في مقالته لصحيفة واشنطن بوست: «هذا عمل ذو أصالة متناثرة، ومضحك، وغير متوقع، وجذاب بلا توقف».
كتب بيتر ترافرز من مجلة رولينج ستون: «ما استحوذ عليه لينكلاتر هو جيل من العقول المتوترة غير قادرة على تحويل أفكارهم إلى أفعال. يتمتع المخرج  بموهبة الساخر الحقيقي: يمكنه جعل الضحك يمسك في الحلق».
كتب كريس والترز على الصحيفة الأسبوعية الأمريكية اوستن كرونكل: «قلة من الأفلام العديدة التي تم تصويرها في أوستن على مدى السنوات العشر أو الخمس عشرة الماضية تحاول حتى صنع شيء من الطريقة التي يعيش بها مواطنوها.» متكاسل«هو الفيلم الوحيد الذي أعرفه الذي يقدم نسخة هذه المدينة من الحياة، ومن هوامش عالم العمل، كموضوعه بأكمله، وهو من أوائل الأفلام الأمريكية التي وجدت شكلاً ملائمًا لموضوعات الانفصال والانجراف الثقافي».
كتب ريتشارد كورليس من مجلة تايم: «على الرغم من أن أحداثه تدور في التسعينيات، إلا أن الفيلم يتمتع بروح نقية من الستينيات، وفي هذه الكوميديا المتذبذبة والمثيرة والجانبية والممتعة، فإن أوستن هي هايت آشبوري».
منح موقع الطماطم الفاسدة الفيلم تقييم مقداره 81% بناء على آراء 43 ناقد سينمائي، وكتب الإجماع النقدي: «الفيلم يضع إبهامه الثابت على نبض جيل مع صناعة أفلام جديدة تجسد مضمون وقته أثناء إنشاء معيار للسينما المستقلة في التسعينيات».
منح موقع ميتاكريتيك الفيلم تقييم مقداره 69% بناء على آراء 16 ناقد سينمائي.
رشح معهد الفيلم الأمريكي فيلم «متكاسل» لدخول قائمة المعهد «100 عام.. 100 ضحكة».

## الجوائز والترشيحات
جوائز سبيريت للأفلام المستقلة 1992: ترشح لجائزة الروح المستقلة (أفضل مخرج – أفضل أول فيلم).
المجلس الوطني لحفظ الأفلام، الولايات المتحدة الأمريكية 2012: فاز بجائزة السجل الوطني للسينما.
مهرجان صندانس السينمائي 1991: ترشح لجائزة لجنة التحكيم الكبرى.

## روابط خارجية
- مقالات تستعمل روابط فنية بلا صلة مع ويكي بيانات